# Rosario Vieni
Rosario Vieni (Messina, 1942) è un filologo classico italiano.
Esercitò fino al pensionamento la professione di docente nella scuola secondaria. 
Nel volume La lingua dei micenei, stampato nel 1990 con il contributo del CNR, propose una lettura della lineare B diversa da quella teorizzata dall'inglese Michael Ventris, la quale tuttavia seguita ad avere il maggior consenso del mondo accademico.
Fu vicino a Bettino Craxi, col quale ha collaborato dall'anno 1981.
Svolse un'analisi filologica dei dialoghi platonici Timeo e Crizia, concentrandosi sulla localizzazione della mitica città di Atlantide e ottenendo l'apprezzamento di Valerio Massimo Manfredi. Tale lavoro, dapprima pubblicato su Episteme, rivista del dipartimento di matematica dell’Università di Perugia, è stato successivamente riproposto, in veste differente, in particolare dall'editore Capone, che ha stampato il divulgativo "Atlantide e le Colonne d'Ercole".
Nel 2009 la Presidenza del Consiglio dei ministri gli assegnò il vitalizio previsto dalla legge Bacchelli come riconoscimento per gli studi di micenologia e per quelli intorno al disco di Festo e ad Atlantide nei testi di Platone.